# Hadrián IV.
Hadrián IV. (vlastním jménem Nicolaus Breakspear) (okolo 1100 – 1. září 1159) byl 169. papežem, a to v letech 1154–1159.

## Život
Byl to papež anglického původu. Je o něm známé, že byl velice energickým člověkem. Aby přivedl Římany k poslušnosti, vyhlásil nad městem interdikt.
Až do zvolení papeže Lva XIV. se jednalo o jediného anglicky hovořícího papeže.